# Лукомеж
Лукомеж (пол. Łukomierz) — село в Польщі, у гміні Семковиці Паєнчанського повіту Лодзинського воєводства.
Населення — 174 особи (2011).
У 1975-1998 роках село належало до Серадзького воєводства.

## Демографія
Демографічна структура станом на 31 березня 2011 року:
|          | Загалом | Допрацездатний вік | Працездатний вік | Постпрацездатний вік |
| -------- | ------- | ------------------ | ---------------- | -------------------- |
| Чоловіки | 93      | 24                 | 60               | 9                    |
| Жінки    | 81      | 13                 | 44               | 24                   |
| Разом    | 174     | 37                 | 104              | 33                   |